# Ayadaragalama
Ayadaragalama war der neunte König (etwa 1484–1457 v. Chr.) der Meerland-Dynastie, die für etwa 350 Jahre von etwa 1783 bis 1415 v. Chr. den Süden Mesopotamiens beherrschte. Ayadaragalama ist aus späteren Königslisten und Chroniken, aber auch von einigen zeitgenössischen Urkunden bekannt. Er gehört zu den bestbezeugten Herrschern dieser Dynastie und soll 55 Jahre regiert haben.
Ayadaragalama ist vor allem vom Keilschrifttexten, die sich heute in der Schøyen Collection befinden, bekannt. Die 474 Texte stammen wahrscheinlich aus einem Palastarchiv. Ihr genauer Fundort ist jedoch nicht überliefert. Sie kommen offensichtlich aus einer Raubgrabung. Weitere Texte mit seinem Namen fanden sich in Tell Khaiber, womit Ayadaragalama der bestbekannte Herrscher der Meerland-Dynastie ist.
In Mesopotamien dieser Zeit wurde nach Herrscherjahren datiert, die Jahre wurden nicht einfach durchgezählt, sondern nach wichtigen Ereignissen benannt. Etwa vierzehn Jahresnamen sind für Ayadaragalama bezeugt. Ein Teil von ihnen berichtet von religiösen Ereignissen. So erfährt man, dass der König eine Krone aus Lapislazuli und aus Gold auf das Haupt des Gottes Ea platzierte. Ein anderes Mal wird berichtet, dass der Herrscher Holzstatuen für Enlil und Ea anfertigen ließ. Politische Ereignisse sind seltener, immerhin wird einmal eine Rebellion erwähnt. Zweimal werden Feinde von außerhalb genannt.